# A Touza (Viana del Bollo)
A Touza es una entidad de población situada en la parroquia de San Cipriano, del municipio español de Viana del Bollo, en la provincia de Orense, Galicia.

## Demografía
La entidad de población de A Touza no consta ni en las bases de datos del INE ni en las del IGE por lo que se desconocen los datos demográficos de la misma.